# Maksim Taràssov
Maksim Vladímirovitx Taràssov - Максим Владимирович Тарасов (rus) - (1970, Iaroslavl, Unió Soviètica) és un atleta rus, ja retirat, guanyador de dues medalles olímpiques en salt de perxa.

## Biografia
Va néixer el 2 de desembre de 1970 a la ciutat de Iaroslavl, capital de l'óblast de Iaroslavl, que en aquells moments formava part de la República Socialista Federada Soviètica de Rússia (Unió Soviètica) i avui dia de la Federació Russa.

## Carrera esportiva
Va participar, als 21 anys, en els Jocs Olímpics d'Estiu de 1992 celebrats a Barcelona (Catalunya) on va guanyar, en representació de l'Equip Unificat, la medalla d'or en la prova masculina de salt de perxa. Absent dels Jocs Olímpics d'estiu de 1996 realitzats a Atlanta (Estats Units), va participar en els Jocs Olímpics d'Estiu de 2000 realitzats a Atenes (Grècia), on va aconseguir guanyar la medalla de bronze.
Al llarg de la seva carrera ha guanyat cinc medalles en el Campionat del Món d'atletisme, amb una única medalla d'or i únicament l'aconseguí amb la retirada activa de Serguei Bubka; una medalla de bronze en el Campionat del Món d'atletisme en pista coberta i una medalla d'or en el Campionat d'Europa d'atletisme.

### Rècords
| Salt               | Salt   | Data                | Seu      |
| ------------------ | ------ | ------------------- | -------- |
| A l'aire de lliure | 6,05 m | 16 de juny de 1999  | Atenes   |
| En pista coberta   | 6,00 m | 5 de febrer de 1999 | Budapest |

| Alçada | Data                   | Seu     |
| ------ | ---------------------- | ------- |
| 6,05 m | 16 de juny de 1999     | Atenes  |
| 6,02 m | 26 d'agost de 1999     | Sevilla |
| 6,01 m | 7 de setembre de 1999  | Berlín  |
| 6,00 m | 16 de juliol de 1997   | Niça    |
| 6,00 m | 13 de setembre de 1997 | Fukuoka |
| 6,00 m | 4 d'agost de 1999      | Mònaco  |